# اودون تانی
اودون تانی (به تایلندی: อุดรธานี) یک سکونتگاه مسکونی در تایلند است که در استان اودون تانی واقع شده‌است.

## خصوصیات
اودون تانی ۴۷ کیلومترمربع مساحت و ۱۵۳٬۳۲۹ نفر جمعیت دارد.